# 媒介者
媒介者（ばいかいしゃ）とは、それ自身は病原体ではないが、病原体をある宿主から他の宿主へ運ぶことで感染症を媒介する生物のことである。ベクター（英語: Vector）ともいう。
媒介は、物理的な媒介と生物学的な媒介の2つのタイプに分けられる。物理的媒介者ではその体内で病原体は増殖せず、媒介者は吸血や接触などによりある宿主から別の宿主へ病原体を移動させるだけである。一方、生物学的な媒介者では体内で病原体が増殖し、または生活環の一部を営み（寄生虫の中間宿主はこれに当たる）、その後他の宿主へ運ばれる。
寄生動物・吸血動物あるいは咬害により媒介する動物が代表的であるが、直接的な接触によらず飲食物や水等を介して感染症を媒介するものもある。
病原体は媒介者に対し害を与える場合と、与えない場合がある。例えばペスト菌はネズミやヒトといった哺乳類に致死率の高い感染症であるペストを引き起こすのと同時に、媒介者であるノミの一種、ケオプスネズミノミの消化管を閉塞して餓死に至らせる。対照的に、マラリア原虫は媒介者（中間宿主）であるハマダラカに対し無害であるが、ヒトに対しては病原性である。狂犬病ウイルスはイヌに対しては致死的病原性を示すが、チスイコウモリには病原性はない。

## 代表的な例
- カ：マラリア、日本脳炎、デング熱、黄熱病など
- ツェツェバエ：眠り病（アフリカトリパノソーマ症）
- ダニ類：ライム病、ツツガムシ病など
- ネズミ：腎症候性出血熱、ペストなど
- ノミ：ペストなど
- シラミ：発疹チフスなど
- サシガメ：シャーガス病
- イヌ、コウモリなど多くの哺乳類：狂犬病
- ミヤイリガイ：日本住血吸虫症